# 33392 Blakehord
33392 Blakehord este o planetă minoră (asteroid), cu un diametru de 2,039 km, din centura de asteroizi. A fost descoperită pe 10 februarie 1999 la Experimental Test Site⁠(d) de Lincoln Near-Earth Asteroid Research. 
Obiectul prezintă o orbită caracterizată de o semiaxă mare de 2,2610109 UAi, o excentricitate de 0,15, o înclinație de 4,0289 ° în raport cu ecliptica.